# Buenga-Sul

Buenga-Sul, anteriormente conhecida como Buengas, é uma vila e comuna da província do Uíge, em Angola, pertencente ao município de Nova Esperança.

## Etimologia
O nome de Buengas deriva-se do rio Buenga.

## História
Presume-se que a presença portuguesa nessa localidade começou no ano de 1917, numa altura em que a capital do então distrito do Congo (atual província do Uíge) foi transferida de Cabinda para Maquela do Zombo.
Nesse ínterim, parte de localidade a região de Buenga-Sul ficou sob tutela administrativa do posto de Cuilo Futa até 1972. A criação do posto administrativo acabou por aglutinar as localidades de Buenga-Sul e Buenga-Norte em 1923, integrando-as ao concelho do Pombo.
Após a proclamação de independência de Angola, em 1975, viria mudar a designação para Buengas.
Até 5 de setembro de 2024, Buenga-Sul era a comuna-sede do município de Buengas (e conservava este nome). Pela Lei n.° 14/2024, de 5 de setembro de 2024, tornou-se uma comuna do município de Nova Esperança com o nome de Buenga-Sul, sofrendo rebaixamento administrativo.